# Bankilare
Bankilare o Bankilaré es una comuna rural de Níger perteneciente a la región de Tillabéri. En 2012 tenía una población de 84 893 habitantes, de los cuales 42 909 eran hombres y 41 984 eran mujeres. Desde la reforma territorial de 2011, la comuna forma por sí misma uno de los trece departamentos de la región; antes pertenecía al departamento de Tera.
La comuna es un área seminómada de mayoría étnica tuareg, quienes conviven con minorías de zarmas y gurmas. Esto distingue a la comuna de su entorno, de mayoría étnica songhai. A lo largo del siglo XX, tanto los colonos franceses como las autoridades del Níger independiente desarrollaron la localidad como un centro administrativo estable para los nómadas tuareg, para los cuales se crearon 27 "puestos administrativos" en la zona mientras que sus desplazamientos se organizaban en "fracciones" dirigidas desde la localidad; basándose en esta organización, a principios del siglo XXI consiguió formarse una localidad con más de dos mil habitantes sedentarios.
Se ubica en el noroeste de la región, unos 150 km al noroeste de la capital nacional Niamey sobre la carretera RN5.